# Rybi
Rybi, Rybi Potok – potok, prawy dopływ Kamienicy o długości ok. 1,5 km i spadku 100 m/km.
Wypływa z zachodnich stoków Magorzycy. Ma kilka źródłowych cieków wypływających na wysokości 800–850 m, jeden z nich wypływa spod Nowej Polany. Uchodzi do Kamienicy poniżej Rzek, części wsi Lubomierz w województwie małopolskim, w powiecie limanowskim, w gminie Mszana Dolna. Zbocza doliny Rybiego Potoku porasta jodłowy las regla dolnego. Jest to jedna z nielicznych pozostałości dawnej puszczy gorczańskiej.
Według regionalizacji Jerzego Kondrackiego Rybi Potok płynie na obszarze Beskidu Wyspowego. Granicę między tym pasmem górskim a Gorcami tworzy następny w południowym kierunku i mniej więcej równoległy do Rybiego Potoku potok Czerwonka oraz niewybitna przełęcz 850 m między Magorzycą i Gorcem. Według najnowszej regionalizacji cały w Gorcach.
Korytem Rybiego Potoku biegnie granica między wsiami Zasadne i Szczawa.